# Río Huasco
El río Huasco es un curso de agua del centro-norte de Chile que discurre por el valle del Huasco en la provincia de Huasco, bañando en sentido latitudinal el ámbito de la depresión Intermedia hasta desembocar en el océano Pacífico. Nace de la confluencia de los ríos El Carmen y El Tránsito. La cuenca del río Huasco drena la vertiente occidental de la cordillera de los Andes desde alturas >5000 m s.n.m hasta el océano Pacífico.

## Trayecto
El río Huasco discurre por una zona de clima desértico marginal bajo, lo que significa que hay más precipitaciones que en el sector septentrional. En su cuenca se ha construido el embalse Santa Juana, el cual, además de proveer del agua necesaria a todo el sector meridional, también es la reserva acuática de la que se abastece la agricultura de valle que existe en este sector. La contaminación que presenta el río en su curso inferior es muy baja, con un leve porcentaje de alcalina, de poco riesgo; sin embargo, al llegar a la localidad de Freirina, el grado de contaminación se eleva, lo que hace poco recomendable el aprovechamiento de sus aguas para uso agrícola.
Desde su nacimiento como tal, a más de 80 km casi en línea recta del litoral, hasta su desembocadura en la ciudad de Huasco, este río recorre cerca de 230 km en los que atraviesa ciudades como Vallenar y Freirina.
Sus principales afluentes son los ríos El Carmen y El Tránsito (anteriormente conocidos como “río de Los Españoles” y “río de Los Naturales”), al sudeste y al noreste del Huasco, respectivamente; estos ríos se unen en La Junta del Carmen (a 90 km del océano Pacífico) en donde forman el Huasco, que posee una cuenca hidrográfica de cerca de 9.850 km² de extensión.
Desde su desembocadura hasta Freirina, el declive medio es de 4,5 por 1.000. Desde la ciudad de Freirina a Vallenar es de 8 por 1.000 y desde Vallenar a Punta Negra es de 8,6 por 1.000.

## Caudal y régimen
En años normales, los recursos hídricos del río Huasco provienen exclusivamente de la alta cordillera andina.
Pese a algún año de sequía prolongada, posee un caudal permanente durante todo el año, ya que en los meses estivales se alimenta de los deshielos y en invierno de la abundante pluviosidad (65 mm anuales), con una crecida máxima en los meses de verano (noviembre-marzo) y una mínima en los de invierno (junio-julio).

Curvas de variación estacional
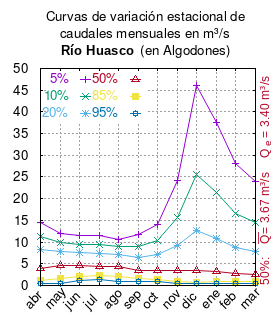
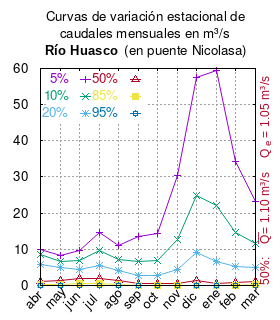
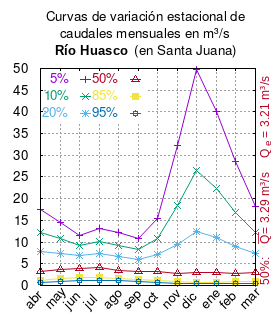

El caudal del río (en un lugar fijo) varía en el tiempo, por lo que existen varias formas de representarlo. Una de ellas son las curvas de variación estacional que, tras largos periodos de mediciones, predicen estadísticamente el caudal mínimo que lleva el río con una probabilidad dada, llamada probabilidad de excedencia. La curva de color rojo ocre (con {\displaystyle {\color {Red}\vartriangle }}) muestra los caudales mensuales con probabilidad de excedencia de un 50%. Esto quiere decir que ese mes se han medido igual cantidad de caudales mayores que caudales menores a esa cantidad. Eso es la mediana (estadística), que se denota Qe, de la serie de caudales de ese mes. La media (estadística) es el promedio matemático de los caudales de ese mes y se denota {\displaystyle {\overline {Q}}}. 
Una vez calculados para cada mes, ambos valores son calculados para todo el año y pueden ser leídos en la columna vertical al lado derecho del diagrama. El significado de la probabilidad de excedencia del 5% es que, estadísticamente, el caudal es mayor solo una vez cada 20 años, el de 10% una vez cada 10 años, el de 20% una vez cada 5 años, el de 85% quince veces cada 16 años y la de 95% diecisiete veces cada 18 años. Dicho de otra forma, el 5% es el caudal de años extremadamente lluviosos, el 95% es el caudal de años extremadamente secos. De la estación de las crecidas puede deducirse si el caudal depende de las lluvias (mayo-julio) o del derretimiento de las nieves (septiembre-enero).

## Historia

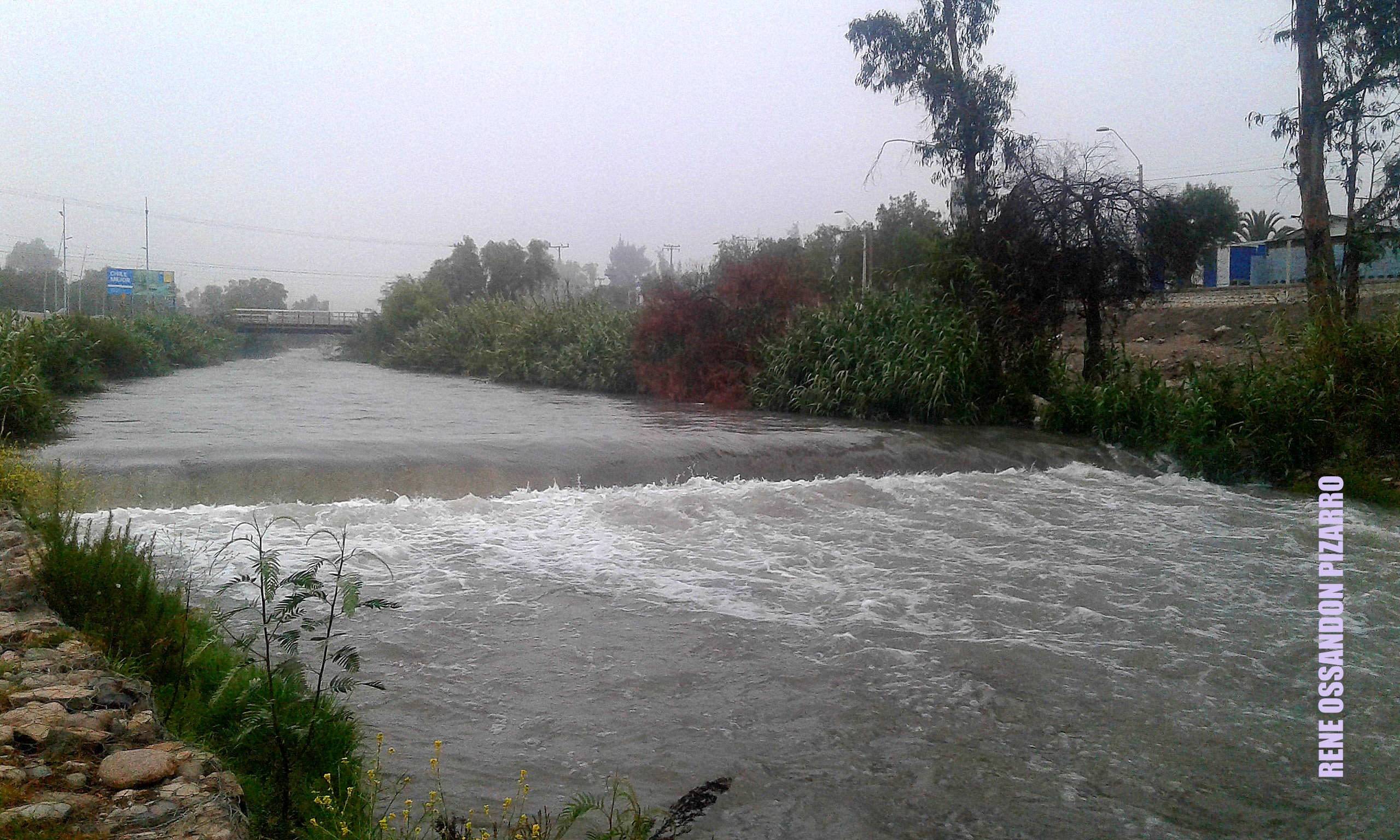
El río Huasco.

Francisco Solano Asta-Buruaga y Cienfuegos escribió en 1899 en su obra póstuma Diccionario Geográfico de la República de Chile sobre el río:
Guasco (Río de).-—Corre por los departamentos de Vallenar y Freirina, atravesándolos de E. á O., y yendo á desaguar en el Pacífico por los 28º 25' Lat. al lado norte del puerto de su título. Le dan principio á la falda occidental de los Andes la reunión del riachuelo de los Españoles ó del Carmen con el de los Naturales ó del Tránsito, que confluyen en el caserío llamado las Juntas. Baja de aquí hacia el NO. con declive un poco rápido en la mitad superior y moderado en la posterior de su curso, el cual es más ó menos de unos 120 kilómetros. Baña las ciudades de Vallenar y Freirina, Guasco Bajo y otros caseríos; y aunque de poco caudal, es muy importante para la agricultura del hermoso valle que se abre á sus márgenes, en el que y en las laderas de las medianas alturas que lo ciñen, benefician los canales de riego, que alimenta, unas 12,000 hectáreas de feraces terrenos.
Luis Risopatrón lo describe en su Diccionario jeográfico de Chile (1924) sobre el río:: 838 
Guasco (Rio) 28° 30' 71° 00'. Principia en Las Juntas, por la unión de los rios de El Tránsito i de El Carmen, corre hacia el NW en una estrecha quebrada, que carece casi enteramente de superficies planas, pero en cuyas márjenes que están cultivadas hasta una altitud de 1 200 m, se producen las uvas mas estimadas de Chile; dominado por altas montañas, tiene 0,86% de pendiente hasta Vallenar, después del cual ensancha su álveo i corre en medio de un pequeño valle mui fértil, con vejetacion menos lozana i variada i 0,8% de pendiente hasta el pueblo de Freirina, donde la vejetacion és escasa i raquítica, para llegar a Las Tablas, desde donde empieza una gruesa capa de terreno vejetal i desde donde tiene 0,45% de desnivel hasta el mar. Su largo total es de 230 kilómetros, con 11 480 km² de hoya hidrográfica i unos 5 m³ de caudal medio, que se utiliza en el riego de unas 14 000 hectáreas de terreno, por medio de 281 canales; es alimentado por numerosas vertientes en su parte inferior, de suerte que jeneralmente sus aguas alcanzan hasta el mar, salvo el caso de años mui secos, como fueron los de 1819, 1838 i 1859. Al E de Las Juntas se encuentran rocas de gneiss; entra la formación abigarrada en toda su regularidad en La Laja i Camarones, principian cerca de Vallenar los pórfidos abigarrados en masa, con fragmentos estratificados de trecho en trecho, comunmente de arenisca roja i domina un esquisto cristalino desde Vallenar hasta la costa. 3, II, p. 300 (Alcedo, 1787); 62, II, p. 330; 65, p. 462; 67, p. 8, 146, 191 i 251; 91, 27, p. 102; 98, III, p. 337; 100, p. 43; 118, p. 42; 149, I, p. 296; 155, p. 302; 156; i 161, II, p. 132; i Huasco en 66, p. 51 i 220 (Pissis, 1875).

## Aluviones históricos
La cuenca del río El Huasco está situada a ~ 29º S en la parte más meridional del desierto de Atacama, donde la precipitación generalmente ocurre durante los inviernos del hemisferio sur por la influencia de los vientos del oeste que suministran nieve por encima de ~ 3000 m a.s.l. La precipitación media anual varía mucho con la altitud, pero para el área de interés este estudio suele ser de 200 mm / año (Salas et al., 2016). En la temporada de primavera, el deshielo de la nieve proporciona una erosión progresiva observada en los medidores de captura de sedimentos del arroyo (Pepin et al., 2010). Salas et al. (2016) indica que la dinámica hidrológica de la cuenca del río El Huasco se altera durante los años de El Niño del ENSO y aumenta y extiende la precipitación en el área. En ese sentido, Salas et al. (2016) presentan algunas precipitaciones superiores a la media asociadas a eventos de El Niño en el área de estudio en los años 1965/55, 1972/73, 1987/88, 1997/98, 2002/03 e incluyen el evento de marzo de 2015. Esos eventos probablemente proporcionaron la lluvia necesaria para desencadenar los flujos de escombros responsables de la formación de los ventiladores de la unión tributaria en el pasado (Aguilar et al., 2014).
El evento de marzo de 2015 desencadenó la erosión en las cuencas de la cuenca del río Huasco, representada por (1) quebradas y barrancos y (2), la erosión de los sedimentos en los canales aluviales de las cuencas aluviales. La generación de aluviones afectó los abanicos aluviales (recibieron un total de ~ 1.000.000 m³) de sedimentos en las cuarenta y nueve cuencas activadas seleccionadas aquí para un estudio detallado (Aguilar et al., 2020; Cabré et al., 2020).